# Belisana zhangi
Espèce
Belisana zhangi est une espèce d'araignées aranéomorphes de la famille des Pholcidae.

## Distribution
Cette espèce est endémique de Chine. Elle se rencontre au Guangxi dans le xian de Leye dans la grotte Tiankeng et au Guizhou dans le xian de Puding dans la grotte Jinqian,.

## Description
Le mâle holotype mesure 2,25 mm.

## Systématique et taxinomie
Cette espèce a été décrite par Tong et Li en 2007.

## Étymologie
Cette espèce est nommée en l'honneur de Chun-guang Zang.

## Publication originale
- Tong & Li, 2007 : « A new six-eyed pholcid spider (Araneae, Pholcidae) from Karst Tiankeng of Leye County, Guangxi, China. » Acta Zootaxonomica Sinica, vol. 32, no 3, p. 505-507.